# Тернидентоз
Тернидентоз (терниденсоз) (ternidensiasis, ternidensosis) — гельминтоз из группы нематодозов, вызываемый Ternidens deminutus, который обычно протекает бессимптомно или субклинически, а при обширном заражении — с симптомами дисфункции кишечника, часто в сочетании с железодефицитной анемией.

## Этиология и эпидемиология
Возбудитель — нематода Ternidens deminutus (Railliet & Henry). Самцы (9,5 х 0,56 мм) и самки (16 х 0,7 мм) имеют сходство с анкилостомидами. Яйца также напоминают яйца анкилостомид, но крупнее по размеру (84 х 40 мкм). Гельминт паразитирует в кишечнике человека и приматов в Азии и Африке.
Данный гельминтоз встречается у жителей некоторых африканских стран (Южная Родезия, Мозамбик, Танзания и др.), в Азии (Таиланде). Человек заражается при употреблении пищевых продуктов, загрязненных почвой, содержащей личинки гельминта. Болезнь нередко сочетается с аскаридозом, анкилостомозом и трихоцефалёзом.

## Клиническая картина и патогенез
Проникнув в кишечник человека, личинки внедряются в толщу слизистой оболочки, образуя паразитарные узелки. Спустя 6—8 дней они снова выходят в просвет кишки, прикрепляются и постепенно превращаются в половозрелых гельминтов, являющихся гематофагами.
Инкубационный период составляет 1—2 недели.
В ранней фазе болезни возникает кожный зуд, наблюдаются уртикарии, эозинофилия. В поздней стадии — тошнота, рвота, боли в животе, запоры, поносы, иногда развивается анемия. При слабой интенсивности инвазии возможно бессимптомное течение.

## Лечение
Дифференциальный диагноз проводят с анкилостомозом. Диагноз ставится на основании обнаружения яиц паразита в кале. Лечение проводят тиабендазолом.